# Blaker Station
Blaker Station (Blaker stasjon) er en jernbanestation, der ligger i byområdet Blaker i Sørum kommune på Kongsvingerbanen i Norge. Stationen består af to spor med to perroner samt en stationsbygning, en anden bygning og et læskur, der alle er opført i gulmalet træ. Stationen betjenes af lokaltog mellem Asker og Kongsvinger.
Stationen blev åbnet sammen med banen 3. oktober 1862 under navnet Blakjer, men den skiftede navn til Blaker i april 1894. Den blev fjernstyret 21. maj 1966 og gjort ubemandet 17. marts 1969.
Den første stationsbygning blev opført til åbningen i 1862 efter tegninger af Heinrich Ernst Schirmer og Wilhelm von Hanno. Den blev revet ned i 1976. Den nuværende stationsbygning blev opført efter tegninger af NSB Arkitektkontor i 1952.